# Traumatisme abdominal
 Mise en garde médicale
Un traumatisme abdominal est un traumatisme de l'abdomen. Il peut s'agir d'une ecchymose ou une pénétration et peut impliquer un dommage aux organes abdominaux. Les signes et symptômes incluent la douleur abdominale, la rigidité, l'ecchymose et la partie externe de l'abdomen. Le traumatisme abdominal présente le risque de saignements et l'infection. Le diagnostic se fait notamment par l'échographie, la tomodensitométrie, et le traitement peut impliquer une chirurgie.